# Micruroides euryxanthus
Micruroides euryxanthus är en ormart som beskrevs av Kennicott 1860. Micruroides euryxanthus är ensam i släktet Micruroides som ingår i familjen giftsnokar. IUCN kategoriserar arten globalt som livskraftig.
Arten förekommer med flera från varandra skilda populationer i nordvästra Mexiko och sydvästra USA (främst Arizona). Den lever i låglandet och i bergstrakter upp till 1900 meter över havet. Habitatet utgörs av halvöknar, gräsmarker, torra skogar, buskskogar och odlingsmark. Micruroides euryxanthus gräver vanligen i marken. Under natten och under molniga dagar kan den vistas på markytan. Ormen besöker ibland byggnader.
Arten är med en längd av cirka 50 cm en liten och smal orm. Kännetecknande är intensiva röda, svarta och vita band över hela kroppen. Den jagar ödlor och andra ormar. Honor lägger ägg. Det giftiga bettet är farligt för människor.

## Underarter
Arten delas in i följande underarter:
- M. e. australis
- M. e. euryxanthus
- M. e. neglectus